# Домброва-Члуховська (Поморське воєводство)
Домброва-Члуховська (пол. Dąbrowa Człuchowska) — село в Польщі, у гміні Пшехлево Члуховського повіту Поморського воєводства.
Населення — 275 осіб (2011).
У 1975-1998 роках село належало до Слупського воєводства.

## Демографія
Демографічна структура станом на 31 березня 2011 року:
|          | Загалом | Допрацездатний вік | Працездатний вік | Постпрацездатний вік |
| -------- | ------- | ------------------ | ---------------- | -------------------- |
| Чоловіки | 137     | 33                 | 91               | 13                   |
| Жінки    | 138     | 37                 | 81               | 20                   |
| Разом    | 275     | 70                 | 172              | 33                   |